# Гийом Дюфе
Гийом Дюфе (на френски: Guillaume Dufay) е брабантски композитор, работил през голяма част от живота си в Камбре и в Италия. Централна фигура в Бургундската школа, той е най-влиятелният западноевропейски композитор от средата на XV век.

## Биография
Гийом Дюфе е роден на 5 август 1397 година, вероятно в Берсел, като незаконен син на свещеник. Малко по-късно майка му се премества при свои роднини в Камбре, където детето израства и от ранна възраст получава музикално образование в местната катедрала.
През 1411 година, едва шестнадесетгодишен, Дюфе е назначен за капелан в едно от близките до Камбре села, след което присъства на Констанцкия събор (1414 – 1418). След връщането си от събора е поддякон в катедралата в Камбре, а през 1420 година заминава за Италия, където известно време работи за фамилията Малатеста в Римини. През 1426 година се връща в Камбре, но две години по-късно е в Болоня, където става дякон, а през 1428 година и свещеник. През същата година се премества в Рим, където работи в папския хор.
Поради засилващата се политическа нестабилност в Италия, през 1439 година Гийом Дюфе се връща в Камбре, където става каноник на катедралата. През следващите години той се занимава не само с музикална дейност, но и с административното управление на катедралата. През 50-те години неколкократно пътува до Савоя и Италия.
Гийом Дюфе умира на 27 ноември 1474 година в Камбре.